# Phyllogomphoides andromeda
Phyllogomphoides andromeda är en trollsländeart som först beskrevs av Selys 1869.  Phyllogomphoides andromeda ingår i släktet Phyllogomphoides och familjen flodtrollsländor. IUCN kategoriserar arten globalt som livskraftig. Inga underarter finns listade i Catalogue of Life.